# Парапуан
Парапуан (порт. Parapuã) — муниципалитет в Бразилии, входит в штат Сан-Паулу. Составная часть мезорегиона Президенти-Пруденти. Входит в экономико-статистический микрорегион Адамантина. Население составляет 10 872 человека на 2006 год. Занимает площадь 365,224 км². Плотность населения — 29,8 чел./км².
Праздник города — 8 декабря.

## История
Город основан 8 декабря 1944 года.

## Статистика
- Валовой внутренний продукт на 2003 составляет 117 494 611,00 реалов (данные: Бразильский институт географии и статистики).
- Валовой внутренний продукт на душу населения на 2003 составляет 10 702,73 реала (данные: Бразильский институт географии и статистики).
- Индекс развития человеческого потенциала на 2000 составляет 0,792 (данные: Программа развития ООН).